# Rodolfo Salas
Rodolfo Fernando Salas Crespo (Lima, 25 maggio 1928 – 18 agosto 2010) è stato un cestista peruviano.

## Carriera
Con il Perù ha preso parte alle Olimpiadi del 1948, e a due edizioni dei Campionati mondiali (1950, 1954).